# Тимашова, Лиана Анатольевна
Лиа́на Анато́льевна Тимашо́ва (16 августа 1941, Ворошиловград — 12 ноября 2018, Киев) — кандидат экономических наук (1975), доктор технических наук (2008), профессор. Окончила факультет «Автоматика и телемеханика» МИИТ (1958—1964), инженер-экономист. В 1985—2018 гг. заведующая отделом АСУП Института кибернетики АН УССР (ныне отдел виртуальных систем МННЦ ИТС).

## Научные направления
- Разработка теории создания виртуальных систем на примере производственных и производственно-технологических комплексов
- Разработка математических моделей и методов функционирования виртуальных систем разной функциональной направленности
- Создание информационных средств и технологий поддержки процессов деятельности виртуальных предприятий и их систем, базирующихся на стратегии интеллектуальности[2]

## Научные темы
- Разработка научных основ построения интеллектуальных систем, основанных на базах знаний, для применения в системах управления производством и экономикой предприятий
- Модели виртуальных предриятий в среде интеллектуальных информационных технологий
- Разработка моделей и информационно-аналитических технологий поддержки принятия решений для виртуальных предприятий
- Разработка научных основ и методов оптимального управления запасами и производством в условиях риска и неопределенности[3]

## Труды. Монографии
- Л. А. Тимашова, С. К. Рамазанов, Л. А. Бондарь, В. А. Лещенко. Организация виртуальных предприятий. // Восточноукр. нац. ун-т им. Владимира Даля. — Луганськ, Вид-во СНУ ім. В. Даля, 2004. — 367 с.. — ISBN 966-590-491-4
- С. К. Рамазанов, О. П. Степаненко, Л. А. Тимашова. Технології антикризового управління // Східноукр. нац. ун-т ім. В. Даля. — Луганськ, 2004. — 191 с. — ISBN 966-590-489-2
- Л. А. Тимашова, Л. А. Бондар, В. А. Лещенко, Т. В. Ткаченко, А. Г. Кондиріна. Інформаційні системи для сучасних бізнес-аналітиків // Академія праці і соціальних відносин[укр.], Київ, 2005. — 483 с.
- Л. А. Тимашова. Моделі і інформаційні технології організації та функціонування віртуальних підприємств (автореферат дис. … д-ра техн. наук. 05.13.06) // Міжнар. наук.-навч. центр інформаційних технол. і систем. — К., 2008. — 38 с.
- Модели и информационные технологии организации и функционирования виртуальных предприятий — Лиана Анатольевна Тимашова. 93.5 КБ // Диссертации — каталог диссертаций по сферам деятельности, которые были разработаны в Украине.